# Chanracy Khun
Chanracy „Chanmix“ Khun (* 1990 oder 1991) ist ein professioneller kanadischer Pokerspieler. Er gewann 2013 das Main Event der World Poker Tour und 2023 ein Bracelet bei der Heads-Up Championship der World Series of Poker.

## Pokerkarriere
Khun begann mit 18 Jahren mit Poker. Er spielt vorrangig Online-Cash-Games.
Seine erste Geldplatzierung bei einem Live-Pokerturnier erzielte Khun Mitte Mai 2011 in Kahnawake. Im Juli 2012 war er erstmals bei der World Series of Poker (WSOP) im Rio All-Suite Hotel and Casino in Paradise am Las Vegas Strip erfolgreich und kam beim Main Event in die Geldränge. Anfang April 2013 gewann der Kanadier in Madrid das Main Event der World Poker Tour (WPT) und sicherte sich den Hauptpreis von mehr als 180.000 Euro. Auch in den Jahren 2014, 2015, 2017, 2018, 2019 und 2022 erreichte er jeweils beim WSOP-Main-Event die Geldränge. Dabei belegte Khun 2014 den mit über 100.000 US-Dollar dotierten 69. Platz und erhielt 2018 als 49. mehr als 150.000 US-Dollar. Mitte Januar 2020 saß er beim WPT-Main-Event im Seminole Hard Rock Hotel & Casino in Hollywood, Florida, am Finaltisch und sicherte sich als Dritter rund 230.000 US-Dollar. Bei der mittlerweile im Horseshoe Las Vegas und Paris Las Vegas ausgespielten WSOP 2023 besiegte der Kanadier bei der Heads-Up Championship Marko Grujić, Alexandre Vuilleumier, Gábor Szabó, Landon Tice, Sean Winter sowie im Finale Doug Polk und erhielt ein Bracelet sowie seine bislang höchste Auszahlung von über 500.000 US-Dollar.
Insgesamt hat sich Khun mit Poker bei Live-Turnieren mehr als 1,5 Millionen US-Dollar erspielt.